# Shermine Shahrivar
Shermine Shahrivar (شرمینه شهریورتهرانی) (Teheran, 20 novembre 1982) è una modella e conduttrice televisiva tedesca, vincitrice del titolo di Miss Europa 2005.

## Biografia
Nata da genitori iraniani, Shermine Shahrivar diventa Miss Deutschland (non Miss Germania) nel 2004 ed in seguito Miss Europa nel 2005. Partecipa inoltre a Miss Universo 2004. Successivamente la modella si è trasferita a vivere a New York per studiare recitazione presso il Lee Strasberg Theatre and Film Institute.
Dal dicembre 2004 all'agosto 2005 ha condotto Traumpartner TV sulla televisione tedesca, mentre nel marzo 2005 è stata scelta per presentare le trasmissioni televisive legate al Nawrūz tedesco. Dal 2008 è testimonial della American Apparel e nell'ottobre 2010 è comparsa sulla copertina dell'edizione tedesca di Playboy.
Madre di una figlia, la Shahrivar è stata sentimentalmente legata all'attore tedesco Thomas Kretschmann nel 2008 e poi all'attore australiano Xavier Samuel nel 2010. È stata inoltre la compagna di Lapo Elkann.